# Leucochroma trinitensis
Leucochroma trinitensis là một loài bướm đêm trong họ Crambidae.